# 傅春安
傅春安（英語：Poh Choon Ann，1937年—），出生於福建泉州安溪人。現時為傅長春儲運有限公司董事長及首席執行官，以及傅长春—中岛水产（亚洲）有限公司（和日本中岛水产集团合營）次股東。

## 生平
出生於貧窮家庭的傅長安，在5歲時已開始喪父，在8個兄弟姊妹中，排行為第8位，一直被母親、2位兄長等照顧，之後在1950年創立傅長春儲運前，一家人開始移居新加坡，也就是當時被英國統治，2位兄長當時還經營出入口商、货车司機、蔬菜水果商运载货物和工人，也就是當時一家小型運輸公司。
1964年，也就是新加坡成為獨立國家，傅長安開始進入傅長春儲運有限公司工作，也是一個人生轉捩點，開始找些工厂及外商客户，包括新加坡糖厂、壳牌等，之後和朋友翁炳荣（翁倩玉父親）安排到日本進行考察，之後一直擴展業務，包括新加坡海运集团、中国海外工程总公司等合組公司，直至在1999年，成功安排到新加坡交易所第一板塊上市。

## 文化
至於個人文化方面，因為自小受音樂及文化薰陶，故此和Ronnie Foo協助已故鄧麗君創作音樂特輯，引入環球唱片前身的，寶麗金唱片公司簽下長約。除此之外，在1988年和中國中央電視台共同創立《正大綜藝》。

## 家庭
現時配偶為包娜娜，宋朝官員包青天的後人也是著名台灣歌手巨星，兒子為著名歌手傅宇昊，而女兒為財務總監傅錦康。

## 連結
- 文界大商 商界大儒——新加坡傅长春集团董事长兼总裁傅春安 来源：《华商功勋》 编辑：华商韬略编委会 时间：2011-04-20 12:51:11
- “另类”富翁傅春安 从商也爱文化艺术 聯合早報 （页面存档备份，存于）